# Arapiles (Salamanca)
Arapiles ist eine zentralspanische Gemeinde (municipio) in der Provinz Salamanca in der Autonomen Gemeinschaft Kastilien-León. Anders als die meisten Gemeinden der Region hat sie seit der zweiten Hälfte des 20. Jahrhunderts keinen wesentlichen Bevölkerungsrückgang erlebt. Während im Jahr 1950 548 Einwohner in ihr lebten, hatte sie im Jahr 2024 wieder 739 Einwohner.

## Bevölkerungsentwicklung
| Jahr      | 1900 | 1950 | 1960 | 1970 | 1981 | 1991 | 2000 | 2018 |
| Einwohner | 557  | 548  | 550  | 538  | 592  | 480  | 514  | 644  |